# Aeroporto di Lleida-Alguaire
L'aeroporto di Lleida-Alguaire (IATA: ILD, ICAO: LEDA) (in catalano: Aeroport de Lleida-Alguaire, in spagnolo: Aeropuerto de Lérida-Alguaire) è un aeroporto situato ad nel comune di Alguaire, nella comunità catalana, in Spagna; a circa 15 km dal centro di Lleida e circa 150 km dal centro di Barcellona.

## Storia
Lleida-Alguaire è stato progettato come aeroporto regionale per fornire trasporto passeggeri e merci alla Catalogna occidentale (regione di Ponent e Pirenei catalani), Andorra e alcune contee (comarques) nel territorio di La Franja. Il progetto di costruzione dell'aeroporto aveva un budget di 130 milioni di euro ed è stato il primo aeroporto costruito e di proprietà della Generalitat della Catalogna, tramite la sua società a capitale pubblico Aeroports de Catalunya. È anche uno dei pochi aeroporti spagnoli non di proprietà di Aena.
L'aeroporto è stato inaugurato il 17 gennaio 2010.

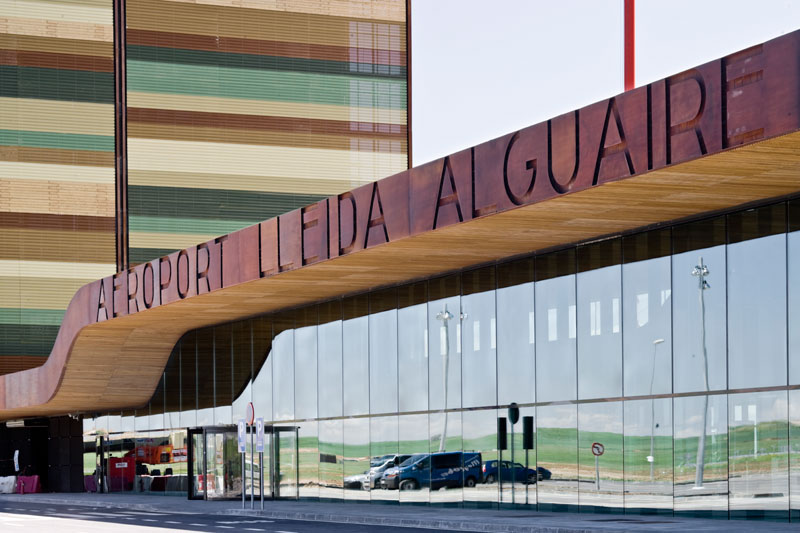
Ingresso dell'aeroporto

## Collegamento via terra
Due nuove autostrade, le autostrade A-14 e A-22, forniscono l'accesso stradale all'aeroporto.